# فرانسوا أومام-بييك
فرانسوا أومام-بييك (بالفرنسية: François Omam-Biyik)‏، من مواليد 21 مايو 1966 في ساكبايين، لاعب كرة قدم كاميروني سابق.
بدأ مسيرته الكروية مع نادي كانون ياوندي في موسم 1986/1987، وفي عام 1987 انتقل إلى نادي لافال، ولعب معهم حتى عام 1990، وشارك معهم في 81 مباراة وسجل 27 هدف، وفي موسم 1990/1991 انتقل إلى نادي رين الفرنسي، ولعب معهم 38 مباراة وسجل 14 هدف، وفي موسم 1991/1992 انتقل إلى نادي كان الفرنسي، ولعب معهم 35 مباراة وسجل 7 أهداف، وفي عام 1992 انتقل إلى نادي مارسيليا الفرنسي، ولعب معهم مباراة واحدة، وفي عام 1992 انتقل إلى نادي لنس الفرنسي، ولعب معهم حتى عام 1995، وشارك معهم في 53 مباراة وسجل 18 هدف، وفي عام 1995 انتقل إلى نادي كلوب أميركا المكسيكي، ولعب معهم حتى عام 1997، وشارك معهم في 75 مباراة وسجل 49 هدف، وفي عام 1997 انتقل إلى نادي يوكاتان ميريدا، وفي موسم 1997/1998 انتقل إلى نادي سامبدوريا الإيطالي، ولعب معهم 6 مباريات، وفي موسم 1998/1999 انتقل إلى نادي تيلامون، وفي موسم 1999/2000 انتقل إلى نادي شاتورو الفرنسي، ولعب معهم 3 مباريات.
و قد لعب مع منتخب الكاميرون لكرة القدم 63 مباراة دولية وسجل العديد من الأهداف، منها الهدف الأول في كأس العالم لكرة القدم 1990 والذي قاد به بلاده إلى الفوز على منتخب الأرجنتين حامل اللقب 1-0.

## روابط خارجية
- فرانسوا أومام-بييك على موقع الاتحاد الدولي (مؤرشف)  (الإنجليزية)
- فرانسوا أومام-بييك على موقع قاعدة بيانات كرة القدم.إي يو (الإنجليزية)
- فرانسوا أومام-بييك على موقع ناشيونال فوتبول تيمز (الإنجليزية)
- فرانسوا أومام-بييك على موقع Soccerway.com (الإنجليزية)
- فرانسوا أومام-بييك على موقع عالم كرة القدم.نت (الإنجليزية)
- فرانسوا أومام-بييك على موقع GSA (الإنجليزية)